# Gerardo Damián Rivero
Gerardo Damián Rivero (Buenos Aires, 12 de març de 1975) és un futbolista argentí, que ocupa la posició de migcampista. Ha desenvolupat la seua carrera entre les competicions de l'Argentina i l'espanyola.

## Clubs
- 94/96 San Lorenzo (1a Divisió Argentina)
- 96/97 Nueva Chicago (2a Divisió Argentina)
- 97/98 Deportivo Italiano (2a Divisió Argentina)
- 98/01 Almagro (2a Divisió Argentina i ascens l'any 2000 a la 1a Divisió)
- 01/04 CA Osasuna (1a Divisió Espanyola)
- 04/06 Ciudad de Murcia (2a Divisió Espanyola)
- 2007 Huracán (2a Divisió Argentina)
- 07/09 Almagro (2a Divisió Argentina)
- 09/... Berazategui (4a Divisió Argentina)